# آستاتولا (فلوریدا)
آستاتولا (به انگلیسی: Astatula) شهرکی در شهرستان لیک ایالت فلوریدا است که در سال ۱۹۲۷ بنیان‌گذاری شده‌است. این شهرک طبق سرشماری سال ۲۰۱۰ میلادی، ۱٬۸۱۰ نفر جمعیت داشته و مساحت آن نیز ۵٫۷ کیلومتر مربع است.